# Afrotheria
Afrotheria (có nghĩa là Thú châu Phi) là một nhánh động vật có vú, các thành viên còn sinh tồn của nhánh này hoặc hiện đang cư ngụ ở châu Phi hoặc nguồn gốc châu Phi: chuột chũi vàng, chuột chù voi (còn được gọi là sengis), tenrec, lợn đất, đa man, voi, bò biển, và một số phân nhánh đã tuyệt chủng. Chúng chia sẻ vài đặc điểm giải phẫu. Nhiều loài sinh sống chỉ tại châu Phi hoặc cả châu Phi và nơi khác nữa.

## Tổ chức
- Afrotheria
  - †Ocepeia: (cơ sở)
  - Họ †Hyopsodontidae: (possible member of stem group;[1] possibly perissodactyls related to horses instead[2])
  - Nhánh Afroinsectiphilia
    - Bộ Macroscelidea: elephant shrews (northwest and sub-Saharan Africa)
    - Bộ Afrosoricida: tenrecs and golden moles (sub-Saharan Africa and Madagascar)
    - Bộ Tubulidentata: aardvark (Africa south of the Sahara)
    - Bộ †Bibymalagasia: (now considered part of Afrosoricida)
    - Bộ †Ptolemaiida: poorly understood carnivorous mammals
    - Bộ †Afredentata: (probable member)[3]

  - Nhánh Paenungulata
    - Bộ Hyracoidea: hyraxes or dassies (Africa, Middle East)
    - Bộ Proboscidea: elephants (Africa, Southeast Asia)
    - Bộ Sirenia: dugong and manatees (cosmopolitan tropical)
    - Bộ †Desmostylia (tentatively placed in Perissodactyla by a 2014 cladistic analysis[4])
    - Bộ †Embrithopoda